# Municipio de Hecla
El municipio de Hecla (en inglés: Hecla Township) es un municipio ubicado en el condado de Brown en el estado estadounidense de Dakota del Sur. En el año 2010 tenía una población de 45 habitantes y una densidad poblacional de 0,72 personas por km².

## Geografía
El municipio de Hecla se encuentra ubicado en las coordenadas 45°53′22″N 98°8′55″O / 45.88944, -98.14861. Según la Oficina del Censo de los Estados Unidos, el municipio tiene una superficie total de 62.87 km², de la cual 62,04 km² corresponden a tierra firme y (1,31 %) 0,82 km² es agua.

## Demografía
Según el censo de 2010, había 45 personas residiendo en el municipio de Hecla. La densidad de población era de 0,72 hab./km². De los 45 habitantes, el municipio de Hecla estaba compuesto por el 100 % blancos. Del total de la población el 0 % eran hispanos o latinos de cualquier raza.